# 鳥高斎栄昌
鳥高斎 栄昌（ちょうこうさい えいしょう、生没年不詳）とは、江戸時代の浮世絵師。

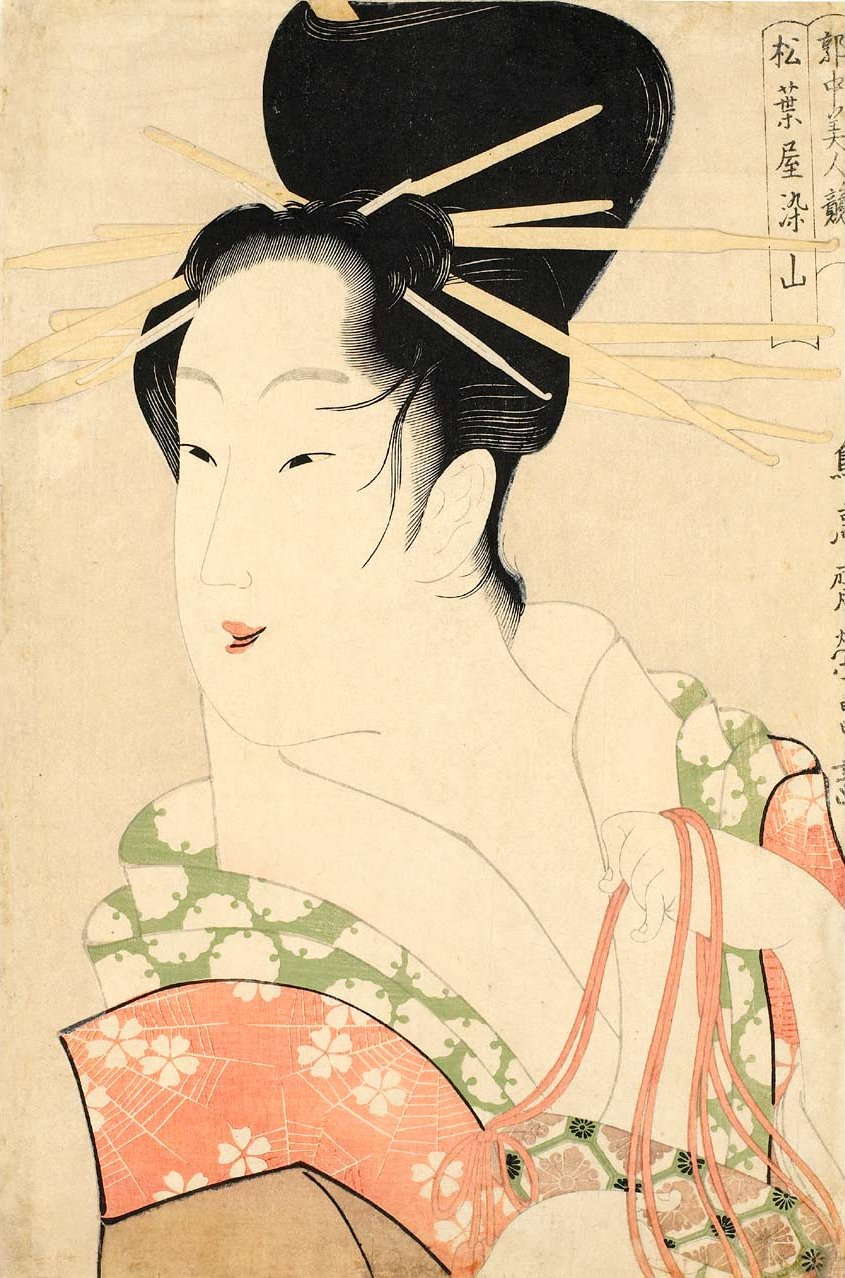
「郭中美人競　松葉屋染山」　栄昌画。

## 来歴
鳥文斎栄之の門人。俗名不明、昌栄堂とも号す。作画期は寛政5年（1793年）から寛政11年（1799年）にかけてで、錦絵、黄表紙の挿絵、肉筆浮世絵を描き、栄之の門人の中では一番の作画量を誇る。錦絵の作では喜多川歌麿風の美人大首絵があり、代表作として寛政6年から寛政11年にかけて版行の大判揃物「郭中美人競」が知られる。寛政10年には黄表紙の挿絵を4点描いている。

## 作品

### 黄表紙挿絵
- 『帒湊宝乗合』三巻　※壁前九年坊作、寛政10年刊行
- 『奇遇雌雄器』三巻　※同上
- 『摹書筆回気』三巻　※同上
- 『産品図面/難病一変　即席御療治』　※同上

### 錦絵

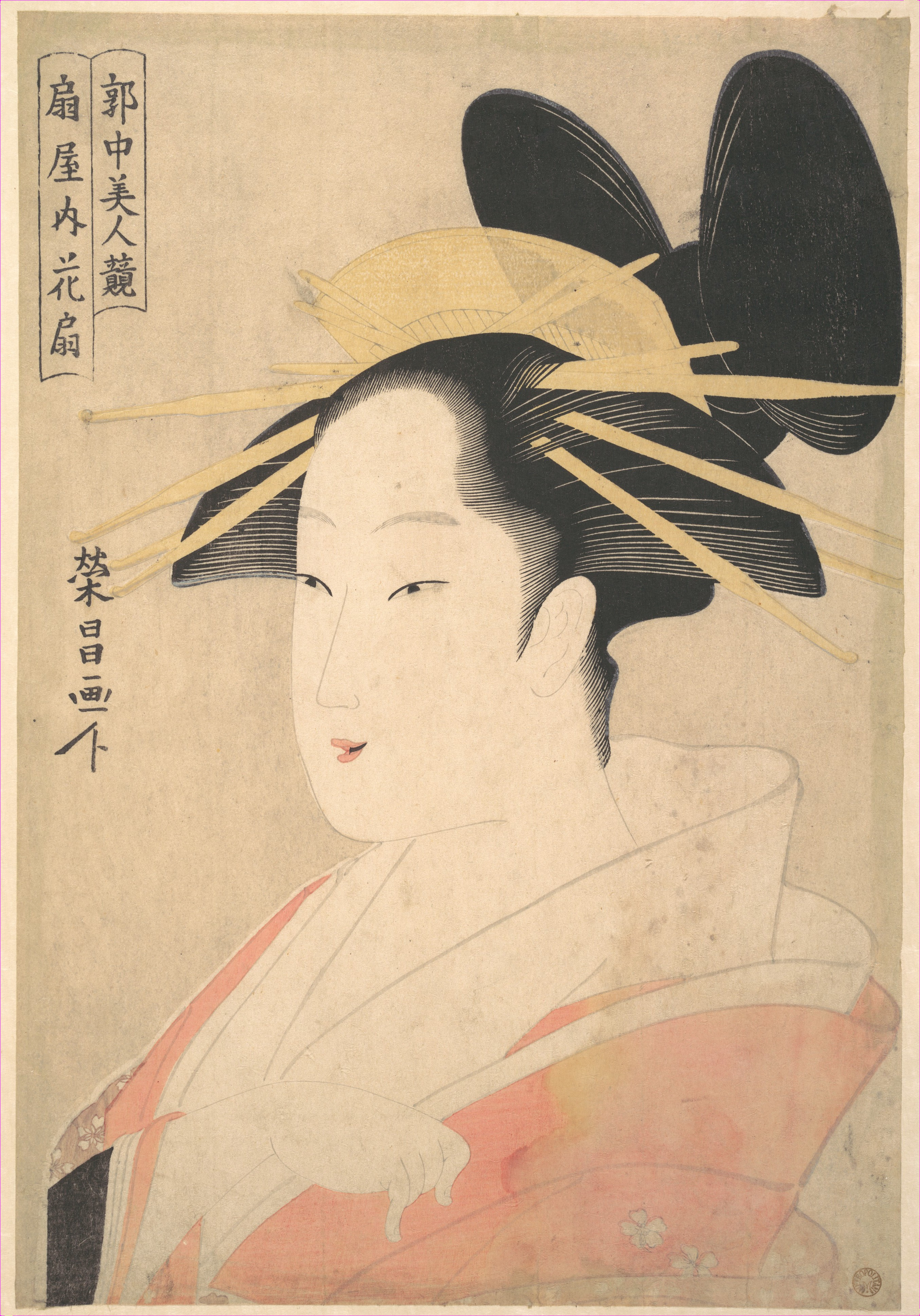
「郭中美人競　扇屋内花扇」　栄昌画。
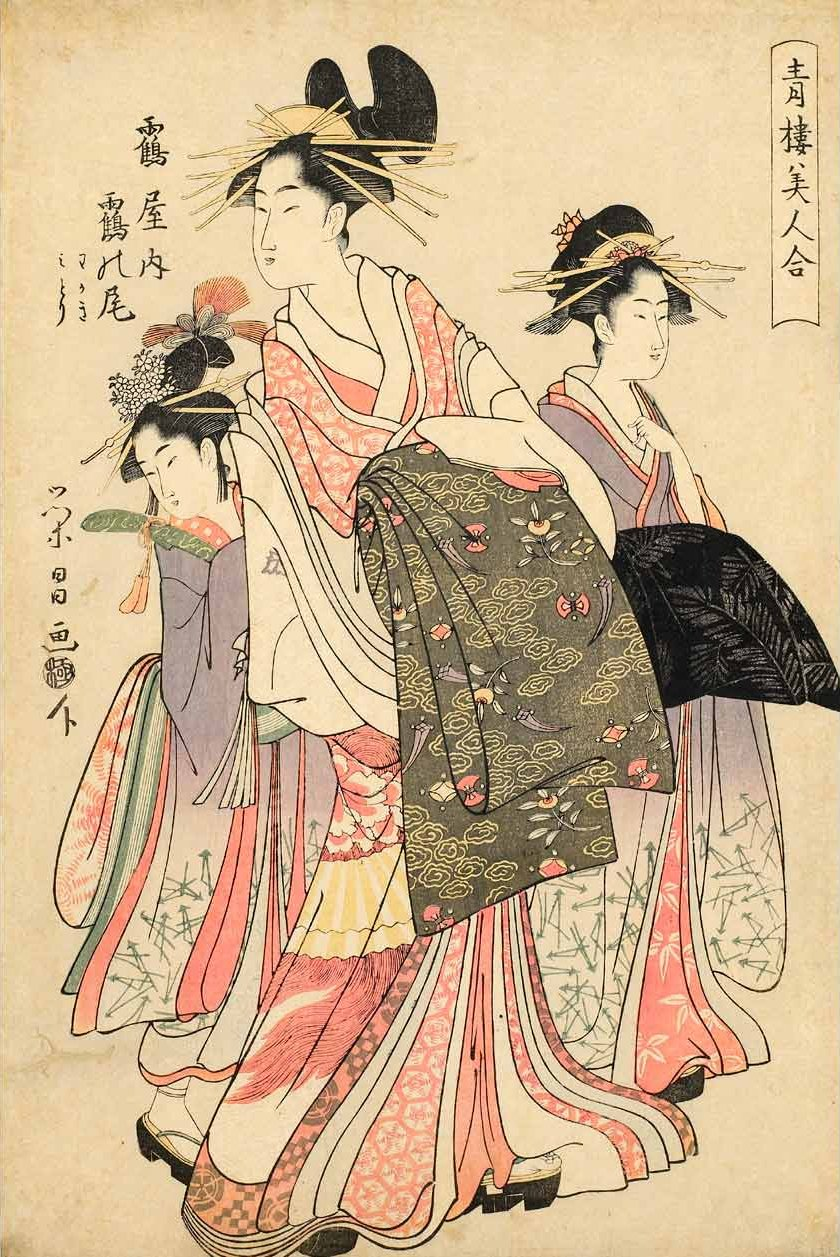
「青楼美人合　鶴屋内鶴の尾　わかき みとり」　栄昌画。

- 「郭中美人競　兵庫屋三ツ濱」　大判錦絵　ボストン美術館所蔵
- 「郭中美人競　扇屋内花扇」　大判錦絵　ボストン美術館所蔵
- 「郭中美人競　角玉屋内若紫」　大判錦絵　ボストン美術館所蔵
- 「郭中美人競　大文字屋内本津枝」　大判錦絵　ボストン美術館所蔵
- 「郭中美人競　越前屋内浅妻」　大判錦絵　ボストン美術館所蔵
- 「当世美人合　扇屋花扇」　大判錦絵　ボストン美術館所蔵
- 「当世美人合　越前屋内唐土」　大判錦絵　ボストン美術館所蔵
- 「若那屋内　白露」　大判錦絵　東京国立博物館所蔵　※「昌栄堂栄昌画」の落款あり
- 「青楼俄万歳」　大判錦絵　ベルリン国立東洋美術館所蔵
- 「角玉屋玉菊」　間判錦絵　たばこと塩の博物館所蔵
- 「四季童遊 水仙 梅」　間判錦絵　ブリュッセル王立美術歴史博物館所蔵
- 「出世三美人 富本豊雛」　間判錦絵
- 「出世三美人 高島おひさ」　間判錦絵
- 「青楼美人揃 丁子屋雛鶴」　中判錦絵　ピッツバーグ美術館所蔵

### 肉筆画
- 「隅田川図巻」　紙本着色、一巻　浮世絵太田記念美術館所蔵　※「栄之翁筆　応需栄昌摹」の落款あり。栄之の描いた「隅田川図巻」を人の求めに応じて模写したもの。
- 「蚊帳美人図」　絹本着色　光記念館所蔵　※「鳥高斎栄昌画」の落款、「榮昌」の朱文方印あり。那須ロイヤル美術館（小針コレクション）旧蔵